# Accident ferroviari de Sineu de 2010
Es coneix com accident ferroviari de Sineu de 2010 l'accident que va tenir lloc, el 19 de maig de 2010, a pocs metres de l'Estació de Sineu dels Serveis Ferroviaris de Mallorca (SFM), quan un tren de la companyia va descarrilar per una col·lisió a causa del despreniment d'un mur sobre la via. Va causar una trentena de ferits.
La causa de l'obstacle fou un mur de contenció que la nit anterior havia cedit i que suportava el pes del turó. El primer tren del matí va col·lidir amb la runa, que no era visible perquè es trobava en un revolt. La investigació que es va fer va determinar que la causa de l'esfondrament va ser un defecte en l'ancoratge del mur, que havia cedit per causa dels aiguats dels dies anteriors a l'accident. Sis anys abans hi havia hagut un altre accident, l'accident ferroviari de Petra, de característiques molt semblants.
Els set acusats per l'accident foren absolts perquè la reforma del codi penal de 2015 despenalitza aquests fets, però hagueren d'indemnitzar amb un milió i mig d'euros els 34 ferits, i principalment el maquinista, que va resultar invàlid.